# Distrito do Donnersberg
O Distrito do Donnersberg (em alemão:  Donnersbergkreis) é um distrito (kreis ou landkreis) da Alemanha localizado no estado da Renânia-Palatinado.

## Cidades e municípios
| Verbandsgemeinden (Associações municipais): | Verbandsgemeinden (Associações municipais): | Verbandsgemeinden (Associações municipais): |
| --- | --- | --- |
| - 1. Alsenz-Obermoschel 1. Alsenz1 2. Finkenbach-Gersweiler 3. Gaugrehweiler 4. Kalkofen 5. Mannweiler-Cölln 6. Münsterappel 7. Niederhausen an der Appel 8. Niedermoschel 9. Oberhausen an der Appel 10. Obermoschel2 11. Oberndorf 12. Schiersfeld 13. Sitters 14. Unkenbach 15. Waldgrehweiler 16. Winterborn - 2. Eisenberg 1. Eisenberg1, 2 2. Kerzenheim 3. Ramsen - 3. Göllheim 1. Albisheim 2. Biedesheim 3. Bubenheim 4. Dreisen 5. Einselthum 6. Göllheim1 7. Immesheim 8. Lautersheim 9. Ottersheim 10. Rüssingen 11. Standenbühl 12. Weitersweiler 13. Zellertal | - 4. Kirchheimbolanden 1. Bennhausen 2. Bischheim 3. Bolanden 4. Dannenfels 5. Gauersheim 6. Ilbesheim 7. Jakobsweiler 8. Kirchheimbolanden1, 2 9. Kriegsfeld 10. Marnheim 11. Mörsfeld 12. Morschheim 13. Oberwiesen 14. Orbis 15. Rittersheim 16. Stetten - 5. Rockenhausen 1. Bayerfeld-Steckweiler 2. Bisterschied 3. Dielkirchen 4. Dörrmoschel 5. Gehrweiler 6. Gerbach 7. Gundersweiler 8. Imsweiler 9. Katzenbach 10. Ransweiler 11. Rathskirchen 12. Reichsthal 13. Rockenhausen1, 2 14. Ruppertsecken 15. Sankt Alban 16. Schönborn 17. Seelen 18. Stahlberg 19. Teschenmoschel 20. Würzweiler | - 6. Winnweiler 1. Börrstadt 2. Breunigweiler 3. Falkenstein 4. Gonbach 5. Höringen 6. Imsbach 7. Lohnsfeld 8. Münchweiler an der Alsenz 9. Schweisweiler 10. Sippersfeld 11. Steinbach am Donnersberg 12. Wartenberg-Rohrbach 13. Winnweiler1 |
| 1sede do Verbandsgemeinde; 2cidade | | |